# Olympische Jugend-Sommerspiele 2018/Teilnehmer (Ukraine)
| Gelbes Symbol für Goldmedaillen mit stilisierten Olympischen Ringen | Graues Symbol für Silbermedaillen mit stilisierten Olympischen Ringen | Braundes Symbol für Bronzemedaillen mit stilisierten Olympischen Ringen |
| ------------------------------------------------------------------- | --------------------------------------------------------------------- | ----------------------------------------------------------------------- |
| 5                                                                   | 7                                                                     | 6                                                                       |

Die Jugend-Olympiamannschaft der Ukraine für die III. Olympischen Jugend-Sommerspiele vom 6. bis 18. Oktober 2018 in Buenos Aires (Argentinien) bestand aus 55 Athleten.

## Athleten nach Sportarten

### Badminton
| Mädchen - Anastassija Prosorowa Einzel: 17. Platz Mannschaft: Silber (im Team Omega) | Jungen - Danylo Bosniuk Einzel: 9. Platz Mannschaft: 4. Platz (im Team Zeta) |

### Basketball
| Mädchen - 3x3: 7. Platz - Julia Hutewitsch Shoot-Out: 9. Platz - Anschelika Ljaschko - Anna Suhak - Veronika Kosmach | Jungen - 3x3: 4. Platz - Witalij Schorstkyj - Oleksandr Sydoruk - Illja Sajez - Ihor Serhejew |

### Bogenschießen
| Mädchen - Schanna Naumowa Einzel: 9. Platz Mixed: 9. Platz (mit Franck Eyeni Elfenbeinküste) | Jungen - Artem Owtschynnikow Einzel: 4. Platz Mixed: 9. Platz (mit Liliia Trydvornava Belarus) |

### Boxen
Jungen
- Maksim Galinitschew
Bantamgewicht: Silber
- Taras Bondartschuk
Leichtgewicht: Silber

### Fechten
Mädchen
- Kateryna Chornyi
Degen Einzel: Gold 
Mixed: Gold  (im Team Europa 1)

### Judo
| Mädchen - Anastassija Balaban Klasse bis 44 kg: 5. Platz Mixed: 9. Platz (im Team Singapur) | Jungen - Oleh Weredyba Klasse bis 55 kg: Bronze Mixed: 9. Platz (im Team Montreal) |

### Kanu
| Mädchen - Amina Palamarchuk Kanu-Einer Sprint: 5. Platz Kanu-Einer Slalom: 9. Platz | Jungen - Taras Kusyk Kanu-Einer Sprint: 5. Platz Kanu-Einer Slalom: 4. Platz |

### Karate
Jungen
- Robert Shyroian
Kumite bis 68 kg: 7. Platz

### Leichtathletik
| Mädchen - Natalija Dyschljuk 400 m: 15. Platz - Switlana Schulschyk 800 m: 6. Platz - Kateryna Onissimowa 2000 m Hindernis: 11. Platz - Jaroslawa Mahutschich Hochsprung: Gold - Marija Jaschtschenko Stabhochsprung: 9. Platz - Marija Horjelowa Weitsprung: 9. Platz - Anastassija Derkatsch Kugelstoßen: 10. Platz - Walerija Iwanenko Hammerwurf: Gold - Daryna Kasjan 5 km Gehen: 7. Platz | Jungen - Andrij Wassyljew 100 m: 36. Platz - Oleksandr Honskyi 1500 m: 14. Platz - Oleh Doroschtschuk Hochsprung: Bronze - Mychajlo Kochan Hammerwurf: Gold |

### Moderner Fünfkampf
Jungen
- Jewgen Siborow
Einzel: 10. Platz
Mixed: 21. Platz (mit Wiktorija Nowikowa  Russland)

### Radsport
Mädchen
- Olha Kulynych
- Oleksandra Lohwynjuk
Kombination: 10. Platz

### Ringen
| Mädchen - Oksana Tschudyk Freistil bis 65 kg: Silber | Jungen - Wladyslaw Ostapenko Freistil bis 55 kg: Bronze |

### Rudern
Jungen
- Iwan Tyschtschenko
Einer: Gold

### Schießen
Jungen
- Dmytro Honta
Luftpistole 10 m: 12. Platz
Mixed: Bronze  (mit Andrea Ibarra  Mexiko)

### Schwimmen
| Mädchen - Maryna Kolesnykova 100 m Rücken: 21. Platz 200 m Rücken: 20. Platz - Julija Stadnyk 50 m Schmetterling: 23. Platz 100 m Schmetterling: 9. Platz 200 m Schmetterling: 9. Platz | Jungen - Ihor Trojanowskyj 50 m Schmetterling: 13. Platz 100 m Schmetterling: 5. Platz 200 m Schmetterling: 10. Platz - Denys Kesil 50 m Schmetterling: 20. Platz 100 m Schmetterling: 10. Platz 200 m Schmetterling: Silber |

### Sportklettern
Jungen
- Yaroslav Tkach
Kombination: 11. Platz

### Taekwondo
Jungen
- Oleksandr Dziuba
Klasse bis 63 kg: 5. Platz

### Tennis
Mädchen
- Wiktorija Dema
Einzel: Achtelfinale
Doppel: Viertelfinale
Mixed: 1. Runde (mit Adrian Andreew  Bulgarien)
- Margaryta Bilokin
Einzel: 1. Runde
Doppel: Viertelfinale
Mixed: 1. Runde (mit Yankı Erel  Türkei)

### Turnen

#### Gymnastik
| Mädchen - Anastassija Batschynska Einzelmehrkampf: Bronze Boden: Bronze Pferd: 4. Platz Stufenbarren: 6. Platz Schwebebalken: 6. Platz Mixed: 7. Platz (im Team Rot) | Jungen - Nasar Tschepurnyj Einzelmehrkampf: 6. Platz Boden: 4. Platz Pferd: Silber Barren: 4. Platz Reck: 14. Platz Ringe: 22. Platz Seitpferd: 12. Platz Mixed: Gold (im Team Orange) |

#### Rhythmische Sportgymnastik
Mädchen
- Chrystyna Pohranytschna
Einzel: Silber 
Mixed: 5. Platz (im Team Lila)

#### Akrobatik
- Daryna Plokhotniuk
- Oleksandr Madei
Paar: Bronze 
Mixed: 8. Platz (im Team Blau)

### Wasserspringen
| Mädchen - Sofija Lyskun Kunstspringen: 11. Platz Turmspringen: Silber Mixed: Bronze (mit Ruslan Ternowoi Russland) | Jungen - Oleh Serbin Turmspringen: 6. Platz Mixed: 6. Platz (mit Chiara Pellacani Italien) |